# 어빙 커밍스

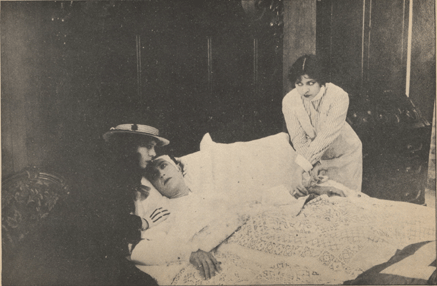

어빙 커밍스(Irving Cummings, 1888년 10월 9일 ~ 1959년 4월 18일)는 미국의 영화 감독, 각본가, 영화 프로듀서, 영화배우, 연극 배우이다.
뉴욕에서 태어났으며 로스앤젤레스에서 사망하였다. 할리우드 포에버 공동묘지에 매장되었다.

## 영화
- 돌리 시스터스 (1945년)
- 정말 멋진 여자야! (1943년)
- 스윗 로지 오그래디 (1943년)
- 스프링타임 인 더 록키스 (1942년)
- 마이 갤 샐 (1942년)
- 댓 나잇 인 리오 (1941년)
- 루이지아나 퍼처스 (1941년)
- 릴리언 러셀 (1940년)
- 다운 아젠틴 웨이 (1940년)
- 에브리씽 해펀즈 앳 나잇 (1939년)
- 저스트 어라운드 더 코너 (1938년)
- 리틀 미스 브로드웨이 (1938년)
- 푸어 리틀 리치 걸 (1936년)
- 컬리 탑 (1935년)
- 화이트 퍼레이드 (1934년)
- 추억의 아리조나 (1929년)
- 지옥의 강에서 온 남자 (1922년)
- 바보 (1920년)
- 제인 에어 (1914년)